# Xenia humilis
Xenia humilis is een zachte koraalsoort uit de familie Xeniidae. De koraalsoort komt uit het geslacht Xenia. Xenia humilis werd in 1977 voor het eerst wetenschappelijk beschreven door Verseveldt. 